# フィードリーダー
フィードリーダー（feed reader）、またはフィード・アグリゲーター（feed aggregator）は、ブログやポッドキャスト、ニュースサイトなどが配信するフィードを取得・購読するためのアプリケーションソフトウェアの総称。フィードのファイルフォーマットとしてRSSが先行していたことから、現在でも「RSSリーダー」と呼ばれることが多い。英語圏では「news reader」や、単に「aggregator」と呼ばれることもある。

## 機能
ウェブ上にある様々なフィード（RSSまたはAtom）を取得し、フィードの管理を行うのが、フィードリーダーの役目である。
フィード管理
利用するフィードの管理を行う。タイトル、取得間隔、データの保存する / しないなどを管理する。
未読・既読管理
取得した情報をユーザーが読んだ（開いた）か、まだ読んでない（開いてない）かを管理する。これにより、既に取得したデータを排除出来る。
OPMLによるフィードのインポート、エクスポート
フィードを一括して処理するため、OPMLという規格を利用して、インポート、エクスポートを行うのが主流である。これにより、フィードリーダーの乗り換えが可能になる。

## フィードリーダーの一覧
ここではフィードリーダーの一部を列挙する。

### デスクトップアプリケーション型
パソコンにインストールして使用する（デスクトップアプリケーション）形式のフィードリーダー。以下の様なものがある。

#### 独立型（専用型）

##### 開発中
- NetNewsWire（英語版） (Mac OS X)
- Liferea（GPL、GTK/GNOME 汎用）
- eSobi（英語版）（Windows、11言語に対応）
- Akregator

##### 開発停止
- 軽快RSSリーダー Feedman（日本語）
- glucose
- Headline-Reader 下位フリー版（Headline-Reader Lite）あり。
- Blog Walker
- RSSOwl
- gooRSSリーダー（2013年5月31日サービス終了）
- NewsGlue
- FeedDemon（英語）
- SharpReader（英語）
- FeedReader（英語）
- GreatNews（日本語など多言語対応、中国製）
- RSS Bandit（英語、BSDライセンス）
- Ensemble (Mac OS X)
- PulpFiction (Mac OS X) 下位フリー版（PulpFiction Lite）あり。
- Shrook (macOS)
- NewsFire (Mac OS X)
- NewsFan (Mac OS X)
- DirtyNewsReader - ウェイバックマシン（2007年3月21日アーカイブ分）
- NewzCrawler
- うさみみ[リンク切れ]
- NewsBrowser Pro
- IKaIKa RSSリーダー
- Snarfer (Windows)
- Apricot (Windows)

#### ウェブブラウザ・電子メールクライアント型
既存のウェブブラウザや電子メールクライアントにはじめからアグリゲーター機能が組み込まれているもの。
- フィードリーダー機能を搭載しているウェブブラウザ
  - Mozilla Firefox
  - Opera
  - Safari
  - Lunascape
  - Sleipnir
  - Vivaldi
- フィードリーダーを搭載している電子メールクライアント
  - Microsoft Outlook
  - Mozilla Thunderbird
  - メール
  - SeaMonkey
  - Postbox

#### ティッカー型
デスクトップやタスクバーに常駐し、最新のフィードが取得できた場合にポップアップやテロップなどの形式で通知する。
- Headline-Deskbar
- eクルーザー
- cococ[リンク切れ]
- RssChecker
- Ensemble Petit (Mac OS X)

### プラグイン・拡張機能型
既存のウェブブラウザや電子メールクライアントなどにアグリゲーター機能を付加して対応させるもの。
- Mozilla Firefox用拡張機能
  - Sage（セージ）[リンク切れ]
  - RSS Ticker[リンク切れ]
  - infoRSS[リンク切れ]
  - Wizz RSS News Reader[リンク切れ]
  - Fizzle[リンク切れ]
  - NewsFox[リンク切れ]
  - Habari Xenu[リンク切れ]
- メールソフトと組み合わせてフィードに対応させるもの
  - PopRss（Proxy型）
  - Becky! BlogReader プラグイン[リンク切れ]
  - NewsGator（Outlook用：英語）[リンク切れ]
- その他のソフトと組み合わせて対応させるもの
  - RSSGate - ウェイバックマシン（2004年2月13日アーカイブ分）（ウェブブラウザ上で動作するフィードリーダー）
  - rss-mode - ウェイバックマシン（2005年5月8日アーカイブ分）（テキストエディタxyzzy用）
- プラグインを導入してフィードに対応出来るインスタントメッセンジャー
  - Miranda IM
  - Regnessem

### ウェブアプリケーション型
専用のWebサイトにフィードコンテンツを登録し、逐次アクセスして最新のフィードを購読できるようにする。Webサイトに登録するため、ウェブブラウザが利用可能であれば自宅・会社・外出先など環境を問わずに利用可能である。ブログパーツとしてブログに組み込めるタイプもある。ブックマークレットとしてブックマーク（お気に入りに登録）するタイプもある。

#### サービス提供型
- Feed Watcher
- BazQux Reader
- Feedly
- NewsBlur
- Inoreader
- Feedbin

##### サービスの提供を終了したもの
- G10 Reader
- HanRSS
- Fiizo
- エキサイトリーダー: 2010年5月31日
- ウェブリリーダー: 2011年3月11日
- goo RSSリーダー: 2011年5月31日
- Infoseek RSSリーダー: 2011年8月31日、楽天プロフィール（SNSサービス）へ移行
- Fastladder（旧livedoor Readerの英語版）: 2012年6月1日
- Googleリーダー: 2013年7月1日
- Bloglines: 2015年2月現在消息不明
- LDR Pocket
- MOHAYA リーダー
- playon RSSリーダー
- Live Dwango Reader（旧 livedoor Reader）
- FeedShow
- My Yahoo!
- NewsGator Online
- FeedBunch

#### サーバーインストール型
- CommaFeed
- Fastladder
- NewsBlur
- ownCloud (+Newsアプリ)
- selfoss
- stringer
- Tiny Tiny RSS
- Miniflux
- FreshRSS

##### サービスの提供を終了したもの
- Feed on Feeds
- Fever° 2016/12/24サポート終了
- Freshreader 2011/9サポート終了
- Rnews
- Sismics Reader
- Gregarius
- Lilina

### 携帯電話向け

#### 携帯電話アプリ
携帯電話アプリで閲覧できるフィードリーダーを列挙する。通勤、通学中などの移動時に使用する事が多い。自宅に帰ってからWebブラウジングを行う前に見たい記事を絞ったりという使い方が一般的。
- Mpodcast…利用料無料のFOMAとWINに対応したポッドキャストやビットキャスト（映像ポッドキャスト）を含むフィードが閲覧できるWebサイト。PCのWebページから視聴したいフィードを登録すると、携帯電話でフィードの閲覧とポッドキャストの視聴ができる。アプリは不要で、音声と映像はFOMAは2MB、WINは1.5MBまで再生、大きいファイルはリンクが分割されて最後まで再生できる。
- WiWi[リンク切れ]（旧RSS.eye）…5キャリアに対応した携帯電話用フィードリーダー。アプリ版とWeb版で提供されている。ポッドキャスティングにも対応し動画・音声の再生も可能[1]。
- Live Dwango Reader（旧livedoor Reader） : フィーチャーフォン版は2012年5月31日サービス終了。スマートフォン版は2017年8月31日にサービス終了。
- ECReal Reader…NTTドコモ端末向けフィードリーダーを3キャリアに対応。OPML対応、HTMLページや画像表示も。フィードのランキングなどリコメンデーション的な機能あり。企業向けサービス、携帯版と連携したPC版あり。
- リックソフトRSSリーダ…NTTドコモ向け。開発終了。

#### メール配信型
- 専用のサイトにメールアドレスを登録すれば、最新のフィードがサイトからメールで配信される。代表的なサービスにNTTドコモ携帯電話用のR@eply.orgがある。